# انتخابات پارلمانی سیشل (۲۰۱۶)
انتخابات پارلمانی سیشل از ۸ تا ۱۱ سپتامبر ۲۰۱۶ (۱۸ تا ۲۰ شهریور ۱۳۹۵) برگزار شد. اعضای سه حزب و سه نامزد مستقل برای ۲۵ کرسی از پارلمان سیشل به طور مستقیم به محک رأی مردم گذاشته شدند.جبه‌ٔ مخالف با نام ائتلاف لینیون دموکراتیک سسلوا با کسب ۱۹ کرسی از ۳۳ کرسی برنده انتخابات شد. این نخستین بار پس از انتخابات ۱۹۹۳ بود که حزب خلق نتوانست اکثریت پارلمان را به دست آورد.

## روش
اعضای مجلس ملی سیشل با دو روش انتخاب می‌شوند؛ ۲۵ نفر از حوزه‌های انتخابی تک‌نماینده با روش نخست‌نفری انتخاب می‌شوند. ۹ نفر هم با احتساب درصد رأی‌آوری هر حزب انتخاب می‌شود به این شکل که به ازای هر ۱۰٪ رأیی که هر حزب از کل آرا به دست آورده است، یک کرسی اضافه در پارلمان به دست خواهد آورد.

## احزاب شرکت‌کننده
چهار حزب مخالف (حزب ملی سیشل، ائتلاف سیشلی، حزب سیشل برای عدالت اجتماعی و حزب سیشل متحد) ائتلافی به نام لینیون دموکراتیک سِسِلوا (LDS) تشکیل دادند. این احزاب که انتخابات ۲۰۱۱ را تحریم کرده بودند شاهد برنده شدن تمام ۳۱ کرسی پارلمان توسط حزب خلق بودند.
جنبش میهن‌دوستی سیشل هم ۲۳ نفر را برای ۲۵ کرسی نامزد کرد. در این انتخابات نامزدهای مستقل هم حضور داشتند.

## اجرا
دو گروه دیده‌بان بین‌المللی حضور خود برای پایش این انتخابات را اعلام کرده بودند: جامعه‌ی توسعه‌ی جنوب آفریقا (SADC) و اتحادیه آفریقا (AU). ۱۹ نماینده‌ای که از سوی هشت کشور عضو جامعه‌ی توسعه‌ی جنوب آفریقا آمدند، تمام ۲۵ حوزه‌ی انتخابیه را پوشش دادند. اتحادیه‌ی آفریقا گروهی که تماماً زن هستند به این کشور فرستاد.
دو گروه پایش محلی تحت نام‌های شهروندان پایشگر مردم‌سالاری در سیشل (CDWS) و انجمن حقوق، اطلاعات و مردم‌سالاری (ARID) بازخوردها را تهیه کردند.

## نتایج
| حزب                          | آرا    | ٪     | کرسی‌ها | کرسی‌ها | کرسی‌ها | کرسی‌ها |
| حزب                          | آرا    | ٪     | ناحیه  | تناسب  | جمع    | +/–    |
| ---------------------------- | ------ | ----- | ------ | ------ | ------ | ------ |
| لینیون دموکراتیک سسلوا       | ۳۰٬۴۴۴ | ۴۹٫۵۹ | ۱۵     | ۴      | ۱۹     | ۱۹+    |
| حزب خلق                      | ۳۰٬۲۱۸ | ۴۹٫۲۲ | ۱۰     | ۴      | ۱۴     | ۱۷–    |
| جنبش میهن‌دوستی سیشل          | ۶۰۲    | ۰٫۹۸  | ۰      | ۰      | ۰      | جدید   |
| مستقل‌ها                      | ۱۲۸    | ۰٫۲۱  | ۰      | ۰      | ۰      | ۰      |
| آرای سفید/باطله              | ۱٬۵۴۷  | –     | –      | –      | –      | –      |
| کل                           | ۶۲٫۹۳۹ | ۱۰۰   | ۲۵     | ۸      | ۳۳     | ۲+     |
| رأی‌دهندگان ثبت‌نام‌کرده/مشارکت | ۷۱٫۹۳۲ | ۸۷٫۵۰ | –      | –      | –      | –      |
| منبع: Seychelles News Agency |        |       |        |        |        |        |